# Crispy (banda)
Crispy (também conhecido como XPY) foi uma banda dinamarquêsa de eurodance formada em 1997 em Copenhague pelo produtor musical Mads B.B. Krog e os músicos Christian Møller e Mette Christensen. Seus principais hits são "Licky Licky", do álbum de 1998 The Game e seu single do ano 2000 "In & Out" de imenso sucesso mundial. Três de suas músicas são apresentadas no jogo de dança de quatro painéis In The Groove, incluindo "Bubble Dancer", "The Game" e "Kiss Me Red". A banda foi muito bem sucedido na Escandinávia e na Ásia, e foi premiado com o "Pop Shop Award '98" de melhor lançamento de estreia Escandinávio em 1998 entre 15 indicados.

## História

### 1997 - 1998: Início de Crispy e Primeiro álbum
Inspirado no sucesso do Aqua naquele tempo, o jovem produtor de música Mads B.B. Krog decidiu formar uma banda que se encaixava na mesma linha que aqua. Em 1997, a banda intitulada "Crispy" foi formada (os motivos para escolher o nome são desconhecidos), que apresentou Mette e Christian como vocalistas principais para o grupo. O primeiro single de estréia do grupo, "Kiss Me Red", foi lançado em fevereiro em toda a Escandinavia, mas teve sucesso razoável até que "Licky Licky" (seu segundo single) foi lançado e teve grande desempenho nas tabela musical daquele país, chegando ao Top 20 na Dinamarca e na Noruega; e ficando em primeiro na Singapura e Filipinas.
Em meados de 1998, o álbum de estréia do grupo chamado o The Game foi lançado, e várias versões do álbum foram lançadas, sendo o mais comum o lançamento de 12 faixas. A versão japonesa do álbum também continha quatro faixas de bônus exclusivas, incluindo duas músicas ineretas "Bad Girls" e "King Happy". A banda fundou uma base sólida na cena dance/pop dinamarquêsa.

### 1999: Turnê e Sucesso
Para o Natal de 1998, Crispy estava em grande passeio no Japão, realizando shows  entre grandes multidões nas cidades de Tóquio, Nagoya e Osaka. A banda também estava em turnê em parte do leste asiático (visitando Singapura e Filipinas), e no ano seguinte, realizando um total de mais de 150 concertos realizados no continente europeu. O sucesso do grupo foi visualizado com uma multidão de pessoas entusiasmadas cantando junto com a banda.

### 2000: Segundo álbum cancelado e Fim de Crispy
Com o sucesso do primeiro álbum, levou ao grupo para se preparar para um segundo álbum que apresentava grande número de faixas (mais de 30) que foram gravadas e muitos deles até concluídas ainda por volta de 1999. Mais o álbum que eles esperavam lançar no final dos anos 2000 foi cancelado devido à morte súbita da vocalista Mette Christensen que morreu dias após o lançamento de "in & out". Em respeito à Mette, os membros, Christian e Mads não lançaram nenhum  material sob o nome de crispy, e os singles "L/R" e "La Fiesta" que foram previstos para serem os próximos singles de crispy, acabaram pertencendo ao XPY e, consequentemente, o projeto foi encerrado no ano 2000.

### 2001: XPY
No ano 2000, após o ocorrido, o grupo foi submetido a grandes mudanças, entre eles: o nome do grupo "Crispy" é renomeado para "XPY", a cantora dinamarquêsa e a atriz Gry Bay se torna a nova vocalista (substituindo Mette), XPY estava focando na clássica dance music (afastando-se da Bubblegum dance do primeiro álbum e também o trance que era esperado para o segundo). Mas este novo projeto não foi tão bem sucedido quanto o crispy era, e por isso, o XPY tem um encerramento definitivo ainda em 2001, com os membros determinados a buscar carreiras solo.

### 2017: Novas demos de Crispy são reveladas
Em 2017, o site Bubblegum Dancer obteve com exclusividade a 3 CDs das primeiras demos de Crispy, gravadas por volta de 1999. Dedicado à memória de Mette, christian, o ex integrante do grupo; queria que o site compartilhasse as músicas entre fans e publicamente no YouTube para que elas atingissem o maior público possível. Surpreendentemente todas as músicas, exceto (Whoops!!), foram gravadas com sucesso e com boa qualidade, embora os CDs tenham sido gravemente danificados pela velhice. 19 músicas foram resgatadas dos CDs, incluindo várias músicas de bubblegum que soam como se fossem remanescentes de "The Game". Há também uma demonstração inicial de "In & Out" que inicialmente mudou seu estilo bubblegum dance para um estilo trance.

## Membros
Mette Christensen também conhecida como Icy B  (Copenhague, 25 de setembro de 1976 - 2000) foi a principal vocalista da banda, também ajudou a compor algumas músicas, incluindo "Love Is Waiting".
Christian Møller (Copenhague, 16 de dezembro de 1974) foi o vocalista de crispy, e ajudou a compor quase todos as canções da banda. Após o término de Crispy, ele ainda foi integrante do grupo "Moon Gringo". Hoje em dia ele resolveu se dedicar a sua vida pessoal.
Mads B.B. Krog (Copenhague, 9 de junho de 1976) ajudou a compor todas as canções de Crispy além de ter sido o principal produtor do grupo. Após o encerramento de Crispy, ele criou o projeto solo XPY, onde ele mesmo lançou as canções que ele criou. Hoje em dia, ele é um importante empresário e produtor da Dinamarca.
Gry Bay (Frederiksberg, 15 de agosto de 1974) se juntou ao XPY como vocalista principal. Hoje em dia, ela continua sendo cantora e atriz, reconhecida internacionalmente.

## Discografia

### Álbum de estúdio
- 1998: The Game

### Álbuns de remix e compilações
- 1998: The Game (Danish Release)
- 1998: The Game (Japanese Edition)
- 1998: The Game (Special Edition)

### Singles
| "Kiss Me Red"                                    | 1998 | —  | The Game |
| "Licky Licky"                                    | 1998 | —  | The Game |
| "Love Is Waiting"                                | 1998 | —  | The Game |
| "Calendar Girl"                                  | 1998 | —  | The Game |
| "Mr. Dinosaur"                                   | 1999 | —  | The Game |
| "DJ Santa"                                       | 1999 | —  | —        |
| "I Like..."                                      | 2000 | —  | —        |
| "In & Out"                                       | 2000 | —  | —        |
| como XPY                                         |      |    | —        |
| "L/R"                                            | 2001 | 11 | —        |
| "La Fiesta"                                      | 2001 | 18 | —        |
| "—" isso denota que o single não entrou no chart |      |    |          |